# Гимназија Бања Лука
Гимназија Бања Лука је једна од најстаријих средњих школа у Републици Српској и уопште једна од старијих образовних институција у окружењу (1895). У националном програму, на српском језику има пет смјерова: општи, друштвено-језички, природно-математички, рачунарско-информатички и спортски, на којима ученик слуша укупно 19 предмета током 4 године. Од јула 2006. године уписано је прво одјељење по програму Међународне матуре (The International Baccalaureate Organization Diploma Programme). Изучавајући неки од поменутих смјерова, Гимназију у 2012. години, похађало је преко 1200 ученика у 45 одјељења, а у њој је запослено око 120 професора, библиотекара, службеника и других радника.

## Општи подаци
Школска година у средњим школама РС траје од 1. септембра до 31. августа наредне календарске године. Образовно-васпитни рад у гимназијама Републике Српске остварује се у два полугодишта, укупно у:
- у I, II и III разреду у 36 петодневних наставних седмица, односно 180 наставних дана и
- у IV разреду у 32 петодневне наставне седмице, односно 160 наставних дана.

У првом полугодишту (септембар-децембар) настава почиње првог понедјељка у септембру. У школској години ученици имају: зимски распуст који траје три седмице, прољетни распуст који траје једну седмицу и љетни распуст који траје од завршетка наставе у другом полугодишту (јануар-мај-јун) до почетка наставе наредне школске године.
Оптималан број ученика у одјељењу је 24. Дневно оптерећење ученика регулише се распоредом часова и износи до 6 часова дневно, до 30 часова седмично. Јутарња смена почиње у 7:30, а послеподневна у 13:30. Час траје 45 минута.

## Зграда
Од свог оснивања 4. октобра 1895. па све до данас Гимназија је имала само двије намјенске зграде: здање Велике реалке и садашњи објекат у Змај Јовиној улици у Бањој Луци, али су усљед разних недаћа професори и ђаци морали да се служе и многим другим, углавном неусловним објектима и просторијама.
Изградња Велике реалке на узвишењу изнад тадашње пијаце, гдје су до тада биле војне бараке, почела је одмах након оснивања те школе у јесен 1895. године. Радећи по аустријским пројектима, а са италијанским зидарима и домаћим надничарима, чешки предузимач Хиполит Покорни је за три године изградио величанствено двоспратно здање, које ће својим положајем и љепотом седам деценија плијенити пажњу пролазника, улијевати страхопоштовање неуким и бити понос својих ранијих и тренутних станара, али и цијелог града.
Зграда је била за оно вријеме веома модерно опремљена: имала је богате збирке модела, експоната, апарата, справа и других учила, солидне библиотеке (наставничку и ученичку) и све друге техничке услове за квалитетну наставу. Правоугаона, свијетла двоспратница, која је »спајала стил ренесансе и времена у коме је саграђена«, имала је по четири велике учионице на свакој етажи, комотне и освијетљене ходнике и низ других мањих просторија а и - што је за оно вријеме код нас било права ријеткост - централно грејање.
Катастрофални земљотрес 26. и 27. октобра 1969. уништио је инвентар, архиву, библиотеку и већи број кабинета гимназијске зграде. Стручњаци су процијенили да је зграда толико оштећена да се мора порушити, а пресуда је, уз тугу па и сузе многих Бањалучана, спроведна 31.1.1970. године.
Пар година касније, као поклон града Сарајева Бањој Луци, изграђена је нова гимназијска зграда на другој локацији, у Змај Јовиној улици. Модерни објекат од црвене цигле и армираног бетона са 21 учионицом, те читаоницом, библиотеком, фискултурном двораном и осталим неопходним просторијама изграђен је до децембра 1971. године а свечано пуштен у рад 15.1. 1972. године. Иако је предвиђено да се згради дозида још један спрат, до данас то није остварено. Пројекат зграде је урадио архитекта Никола Нешковић, за који је добио републичку "Борбину" годишњу награду за архитектуру. Извођач радова на изградњи било је Грађевинско предузеће "Враница" из Сарајева.

## Историја школе
Данашња Гимназија, некада Велика реалка, установљена је 4.10.1895. године, са задатком да припреми ученике „за шумарске, за пољодјелске, за кемичке и друге високе школе“.
Велика реалка је у почетку била резервисана за мушку омладину, а ученице су стекле право да је похађају тек од 1912. као ванредни, односно од 1919, као редовни полазници.
Осморазредна настава се одвијала кроз 15 предмета, а према плану и програму који су доносиле хабсбуршке власти. Број полазника у овом периоду је углавном правилно растао, па се од првобитних 66 попео на 430 (1917—18). Првих 12 ученика матурирало је 1903.
Прве генерације понајвише су изучавале математику, цртање и геометрију, а постепеним прерастањем Велике реалке у Реалну гимназију, почев од 1912, акценат се са поменутих предмета помјера на језике (српскохрватски, њемачки језик, француски језик) и историју, a уводи се и 16-ти предмет, латински језик. Оцјене су биле од један (најбоља) до четири (недовољна).
Похађање гимназије подразумијевало је и поштовање строгих правила: ученици су морали носити ђачке капе са бројем разреда (одликаши су носили додатне ознаке на капи), кретање ученика је било ограничено до седам или осам сати увече, итд.
Осим што је приоритетно била педагошка, Гимназија је врло рано постала и културна, научна, па и национална институција. До Првог свјетског рата у Гимназији су основани пјевачки збор, тамбурашки и гудачки оркестар, те многа ђачка друштва, па и илегалне политичке организације.
Ослобођење, стварање Краљевине Срба, Хрвата и Словенаца 1918. године, је у клупама затекло шест разреда Реалне гимназије и два разреда (седми и осми) Реалке.
Одмах по ослобођењу враћена је употреба ћирилице, а већ од прве поратне школске године и ученицама је дозвољено да буду редовни ђаци. Од 1920, послије трећег разреда, спровођена је бифуркација (рачвање) на два смјера: гимназијско-хуманистички (учио се и грчки језик) и реално-гимназијски. Три године касније, уведена је и тзв. мала матура, која се као селективни испит, полагала послије четвртог разреда. Од 1925. године примјењује се и нов начин оцјењивања: одличан (5), врло добар (4), добар (3), довољан (2) и недовољан (1), с тим да ће Закон из 1929. посљедње двије оцјене преименовати у слаб (2) и рђав (1) и третирати их као непролазне. Од 1927. године уведене су и ђачке књижице које су служиле као легитимације и ван школе.
Сходно дешавањима у Европи и промјенама у, тада југословенској спољној политици, од 1937. године гимназијалци добијају могуђност да, умјесто њемачког, уче енглески језик, а од 1939. и италијански језик. У међувремену, доћи ће и до осјетног пораста броја ученика. Тако ће школске 1933-34. године број ученика бити 836.
Други свјетски рат донио је још већа страдања од претходног. Босна и Херцеговина је ушла у састав НДХ, чија је пријестоница по неким плановима требало да постане баш Бања Лука. Усташка клеро-фашистишка власт наложила је свим професорима, па и оним у бањалучкој гимназији, да положе заклетву поглавнику Анти Павелићу. Геноцидна антисрпска политика натјерала је неке гимназијске професоре на бијег у Србију, а многи бивши и тадашњи ученици па и неки професори ће учионице и креду замијенити шумом и пушкама.
Крајем 1942. године. Нијемци зграду Реалке су претворили у касарну и складиште, а протјерани гимназијалци ће наставу похађати у мектебу (муслиманска основна школа) и Ватрогасном дому, а гимназијалке у просторијама медресе (муслиманска средња школа). У јесен 1944, због даљег осипања броја ученика и професора, Мушка и Женска гимназија су поново обједињене у јединствену Гимназију. Осим тога, септембра 1944. године савезнички авиони су, гађајући усташко упориште у Кастелу, погодили „Бастиљу“ и уништили кров и кабинет физике.
Већ двадесетак дана по ослобођењу, 11. 05. 1945, Гимназија је поново отворила врата ученицима. У јесен 1947. године завршена је обнова „Бастиље“, у чије учионице се усељавају ученици Мушке и Женске гимназије, Школе за опште образовање радника (тзв. „Вечерња школа"), Течаја за официре ЈНА, а од јесени 1949. и Ниже мјешовите гимназије, која је већ наредне школске године пресељена у зграду Пореске управе.
Десетак година након рата, уводе се и ученичке радионице (електричарска, браварска, кројачка, столарска), дебатни и есперанто клуб и марксистички кружок. Мала матура је опстала све до 1952, а Велика је 1959. трансформисана у завршни испит са матурским радом, коме се 1962. додаје и испит из српскохрватског језика.
Након катастрофалног бањалучког земљотреса 1969. године, цијела тадашња Југославија и добар дио свијета прискочили су у помоћ. Скоро цијела Гимназија, већина ученика (безмало хиљада), укључујући професоре и остало особље школе, евакуисани су у Цриквеницу, Нови Винодолски и Селце, гдје ће бити настављена школска година. Сљедећа школска година започеће у двориштима и баракама основне школе „Браћа Павлић“ (данас „Иво Андрић") и Техничке школе, те дијелом у просторијама Радничког универзитета, а од децембра 1970. наставиће се у новој, још недовршеној, основној школи у Борику.
Седамдесетих година 20. вијека у Гимназији су успјешно дјеловала многа друштва и секције, од којих ваља поменути лист Орфеј (покренут још 1965), Хор (1971) Литерарно-дебатни клуб, Естрадни клуб ЕКГ (1972), Атеље (1978) и Музичко-вокални састав Класови Крајине (1978), који су изводили честе и квалитетне програме што је неријетко праћено и од вангимназијске публике. Осим тога, пошто земљотрес није дозволио обиљежавање 75. рођендана, 1975. године је свечано обиљежена 80-та годишњица Гимназије, а тим поводом је и издата обимна монографија Бањалучка реалка, из пера чувеног професора и ранијег директора, Мате Џаје.
А онда су дошле осамдесете и још једна катаклизма. За разлику од ранијих недаћа, ова није односила људске животе и није чинила директне материјалне штете, али су њене посљедице за Гимназију скоро подједнако трагичне. Ријеч је о чувеној „освети понављача“, тј. о реформи југословенског средњег школства којом је уведено тзв. „усмјерено образовање“. Експеримент је налагао заједнички план и програм за прве и друге разреде у свим средњим школама, а након тога усмјеравање на одређено занимање.
Крајем 1990. године укинут је Закон о средњем усмјереном образовању, а одлуком Скупштине општине у Бањој Луци од 08.05. 1991. школа је (поново) званично основана.
Недуго након тога избио је још један рат који ће довести до нових недаћа. Многи професори и ученици несрпске националности ће напустити Гимназију и Бању Луку а, са друге стране, у њима ће се обрести њихове српске колеге избјегле из Хрватске и других дијелова Босне и Херцеговине. Осим тога, рат и ратна психоза су донијели и многе друге невоље: помјерања полугодишта ка љетним мјесецима усљед недостатка струје и гријања, несташицу уџбеника и наставних средстава, честе трауматичне ситуације, општу немаштину и борбу за голу егзистенцију.
У међувремену, 1993. године донесен је нови наставни план и програм за гимназије у Републици Српској по коме су предвиђена три смјера: општи, друштвено-језички и природно-математички.

## Друштво „Гаудеамус”
Друштво за његовање традиције бањалучке Гимназије „Гаудеамус”, основано је 4. октобра 2009. године са сједиштем у згради Гимназије у Бањој Луци. Ово друштво представља удружење грађана које окупља бише ђаке бањалучке Гимназије те професоре Гимназије, садашњи и бивши, али исто тако и сви они који желе да принесу остварењу програмских циљева овог друштва - чување и његовање традиције Гимназије, окупљање и ступање у контакт са бившим гимназијалцима, организовање и вођење хуманитарних акција помоћи гимназијалцима, сарадња са другим удружењима истих или сличних програмских циљева.
Највиши орган је Скупштина друштва коју сачињавају сви његови чланови. Она бира: предсједника, потпредсједника, секретара, управни и надзорни одбор. Управни одбор чини 11 чланова а Надзорни одбор 3 члана.

## Секције у школи
У оквиру Гимназије постоје многобројне и разноврсне школске секције. Ту су између осталих:
- Book clubbers — читалачки кутак који окупља љубитеље књиге, спремне да предано и неуморно изслиставју странице: модерних класика, бестселера, мемоара, путописа, кратких прича, биографија ...[3]
- Drama Club — драмска секција на енглеском језику, основана је 2005. године.[3]
- Дебатни клуб „Георгије” Гимназија Бања Лука — поново је почео са радом у септембру 2012. године, са жељом да оправда већ постојећу традицију бањалучких дебатаната.[3]
- Додатна настава Географије — под називом - „Заштита природног и културног насљеђа РС и ФБиХ“[3]
- Еколошка бригада — формирана у децембру 2011. године, са циљем ширења свијести младих о значају: екологије, рециклаже, мјерама заштите животне средине као и дјеловању на локалном нивоу.[3]
- Филозофска секција „Тачка” — почела је са радом 2010. године. Ученици примјеном информатичких знања учествују у раду на иновацији садржаја свих наставних јединица.[3]
- Фолклорна секција — почела са радом 2006. а први јавни наступ 2007. на академији поводом школске славе Свети Сава.[3]
- Италијанска секција "Insieme" заједно — у оквиру ове секције врши се сарадња кроз размјену ученика који уче италијански језик са ученицима Гимназије „Франческо Петрарка“ из Трста.[3]
- Физика „Млади физичари" — бави се проширивањем гимназијског градива из опште физике и приремом ученика за такмичења. На Републичком такмичењу 2012. у Бијељини, од 35 такмичара који су постигли најбоље резултате на Регионалним такмичењима, њих 6 било је из Бањалучке Гимназије а 3 ученика на крају су се окитила првим мјестима у својим категоријама, односно због истог бр. бодова двојица дијелили прво мјесто.
- Литерарна секција „Питагора” — једна је од новијих секција у оквиру школе а данасу су чланови углавном ученици четвртог разреда које спаја заједничка страст према књижевности и писању.
- Мултимедијална секција — постоји већ дуго времена, чланови су ученици свих разреда бањалучке Гимназије. Има улогу мултимедијалне подршке осталим секцијама у оквиру школе.
- МУНБЛ – Модел United Nations — једна од најмлађих школских секција. Циљ је да ученике школе кроз стимулативна такмичења упозна са радом различитих органа Уједињених нација.[3]
- Музичка секција - оркестар — секција за ученике Гимназије који показују таленат и/или интересовање за музику. Од школске 2011/2012. основан је и школски оркестар који се тренутно састоји од 10 чланова.
- Правописна секција — основана је школске 2012/2013. и намјењена је свим ученицима који желе правилније да пишу или имају многе језичко - правописне недоумице.
- Програмерска секција — секција која постоји дужи низ година са циљем да омогући ученицима да стекну знања из процедуралног и објектно оријентисаног програмирања као и алгоритама и структура података.
- Секција „IB Club Italiano” — секција изузетно активних ученика IB програма који уче италијански језик. Ангажовани су у писању: новинских чланака, превођењу, припремању скечева. Са једним таквим филмованим скечом учествовали су на недавно одржаном Међународном конкурсу издавача Едилингуа.[3]
- Радио „Орфеј” — постоји од 2010. године а сада покушава допунити разнолику карту гимназијских трагања за оригиналним изразом. Они који ослушкују чуће: шта се дешава у школи, гдје ће се одржати концерт, кад су на позоришним репертоарима представе, који је ученик одабран да представи књигу мјесеца, шта у спорту још можемо освојити, кога ћемо побиједити на математичким и другим олимпијадама, кад је вријеме да размислимо о избору факултета, кад ћемо ове године на излете и екскурзије... ”Гимназија има глас”.[3] У оквиру Гимназије постоје још неке секције.

### Литерарно - новинарска секција „Орфеј”
Новинарска секција у бањолучкој Гимназији ради од 1965. године, и од тада ствара писани школски лист/новине Гимназије „Орфеј”. „Орфеј” је доживљавао многе трансформације али нешто је непромјењиво - овај лист омогућава ученицима и професорима школе да пронађу оно најљепше што је скривено на дну њиховог духа и да измаме на свјетло дана магијом свог талента, умијећа и енергије. Мото овога листа је - МИ МИСЛИМО, СТВАРАМО И БИЉЕЖИМО!

#### Znanje.org
Znanje.org је отворена електронска база едукативних радова, приручника и књига из области: науке, културе, спорта и забаве. Уређује је тим гимназијалаца али и осталих младих, амбициозних и стручних људи различитог профила који показују интерес. На челу овог пројекта је професор информатике бањалучке Гимназије Ж. Г.

## Књиге у издању Гимназије
Бањалучка Гимназија је издавач и суиздавач неколико књига, попут:
- Гимназија Бања Лука на Тргу историје од 1895. до 2010. године (2010, издавач Гимназија БЛ, илустрована монографија - прво самостално књижевно издање школе)
- Светосавље ме учи - слобода избора је моја (2013, издавач Гимназија БЛ)
- Свети Сава поглед у себе (2012, издавач Гимназија БЛ)
- Бањалучки велеиздајнички процес (2011, суиздавач Гимназија БЛ)
- Живот Светога Саве (2010, издавач Гимназија БЛ)[6]
- Поетика снене младости(2022, издавач ЈУ "Гимназија", Бања Лука)

## Гимназија данас
Дејтонским мировним споразумом 1995. године окончан је рат у БиХ, али су многи проблеми и даље остали. Ипак, услиједио је видан материјални и свеколики опоравак Гимназије: наредних 15-ак година школа је модернизована, опремљена савременим наставним средствима, те рачунарском и другом опремом. Дана 4. октобра 2009. године, на Дан школе, основано је и „Друштво за његовање традиције Гимназије Бања Лука – Гаудеамус“. Тачно годину дана касније, Гимназија Бања Лука обиљежила је 115. рођендан. Тим поводом издата је јубиларна поштанска маркица, а сачињена је и омања илустрована монографија под насловом „Гимназија Бања Лука на Тргу историје од 1895. до 2010. године“, упоредо на српском и енглеском језику. Гимназија је у то вријеме регистрована као издавач, а управо поменута књига била је прво самостално издање наше школе. Поводом 115 година постојања, сачињен је и четрдесетпетоминутни документарни филм „Мала прича о великој школи“, који је премијерно приказан 18. маја 2011. године. Јануара 2010. године покренут је и Школски радио „Орфеј“, а Гимназија је поново домаћин занимљивих културних и спортских дешавања, изложби, пројекција филмова, трибина, промоција књига, концерата и разних спортских манифестација. Истовремено, остварена је и сарадња са школама из Србије, Израела, Италије...
Од школске 2009/2010. године – поред већ постојећег општег, друштвено-језичког и природно-математичког – у гимназијама је уведен и рачунарско-информатички смјер. Школске 2024/2025. године уведен је и спортски смјер са циљем да омогући талентованим спортистима флексибилније школовање. Изучавајући неки од поменутих смјерова, Гимназију у 2012. године, похађало је преко 1200 ученика у 45 одјељења, а у њој је запослено око 120 професора, библиотекара, службеника и других радника.

### Програм Међународне матуре
Од јесени 2006. године у оквиру Гимназије Бања Лука уписано је прво одјељење по програму Међународне матуре (The International Baccalaureate Organization Diploma Programme). Овај програм обухвата двије завршне године, што значи да га уписују ученици након другог разреда националне школе. Основни елементи овог програма су сљедећи: настава се одвија на енглеском језику; ученици бирају шест предмета из груписаних предмета (српски језик, Страни језик, Природне науке, Друштвене науке, Математика са информатиком). Сви ученици имају три обавезна предмета (Српски језик, Енглески језик и Математику) и три изборна предмета. Дакле, настава се одвија кроз 6 предмета које ученици могу да слушају на основном или вишем нивоу (4 или 6 часова седмично). Најмање три, а највише четири предмета, слушају се на вишем нивоу, а остали на основном нивоу. Поред наведених 6 предмета, сви ученици похађају и предмет Теорија знања (ТОК) чији је циљ подстицање критичког размишљања ученика о знању и искуству које се стиче изван и унутар учионице, као и тзв. (CAS) активности (креативност, дјеловање и друштвено-користан рад).

#### Друга бањалучка гимназија?
О оснивању Друге бањалуче гимназије говори се већ годинама али највећи проблем за реализацију те идеје до сада, представљао је новац. Смјештај ове гимназије планиран је у бившој згради ИРБ РС. А прије тога потребно је обезбиједити новац за премјештање Грађевинске школе која од прошле године има привремени смјештај у тој згради. Оснивањем Друге бањалучке гимназије дошло би до растерећења капацитета постојеће.

## Наставне и остале просторије
Гимназија је намјенски, школски објекат усељен 1972. године. Од тада до данас унутар зграде рађене су многе измјене и преправке. Од наставних и осталих просторија у згради бањалучке Гимназије 2012. налазе се:
учиниоце
- 20-ак класичних учионица (за 30-ак ученика),
- 4 мултимедијалне учионице (свака има 16 рачунара, те лаптоп и пројектор)
- 2 засебне, мање учионице за потребе IB наставе

кабинети
- физике,
- хемије,
- биологије,
- три кабинета за наставу рачунарства и информатике

канцеларије:
- директора,
- сектретара,
- помоћника директора,
- IB координатора,
- педагога и психолога,
- социјалног радника,
- рачуновође и благајника,
- орератера.

остале просторије
- библиотека (са око 40.000 књига)
- читаоница са 50-ак мјеста и 10-ак рачунара (ту се организују и трибине, промоције и сл.)
- засебна библиотека за ученике IB програма (литература на енглеском језику),
- фискултурна сала (за одбојку, кошарку...), са свлачионицама,
- теретана (бенч, клупе, тегови, бицикл...),
- атеље (за потребе хора, школског оркестра и ликовних стваралаца),
- школски радио,
- хол са покретним трибинама (за академије, концерте и друге масовније приредбе),
- двије зборнице,

Школско игралиште има терен за мали фудбал и кошарку, те атлетску стазу
Двориште Гимназије је својеврсна ботаничка башта са преко 200 биљних врста.

## Знаменити професори и ученици
Знаменити професори:
- Васо Глушац рођен је у свештеничкој породици. Након завршене гимназије у Сарајеву и студија славистике у Бечу, службовао је као суплент и професор гимназија у Бањој Луци (1905—1912). Због активног националног рада суђено му је у чувеном бањолучком велеиздајничком процесу. Послије рата је поново премјештен у Бању Луку, гдје је постављен за директора угледне Гимназије (1928—1932) а, ускоро, и за в. д. начелника Просветног одељења банске управе Врбаске бановине. Његове референце одвеле су га у Београд, гдје је од 1932. године па до Другог свјетског рата био члан и секретар Сената Краљевине Југославије. Написао је неколико десетина радова из области књижевне критике и историје, а све до данас актуелне су и његове контроверзне књиге и радови о средњовјековној прошлости Босне и Херцеговине, а нарочито о богумилској цркви босанској: Босна и Херцеговина српске су земље по крви и језику (Мостар, 1908), Истина (Мостар, 1911)...[9]
- Петар Скок (1881 - 1956), чувени лингвиста. У Гимназију дошао по окончању студија романске и германске филологије у Бечу 1904. и остао све до 1917. Предавао је њемачки и француски језик.[10]
- Владислав Скарић рођен је 10. јуна 1869. године. Студије историје и географије завршио је у Грацу и тако постао један од првих Срба из цијеле Босне и Хецеговине који је стекао факултетско образовање. Предавао је историју и географију. У бањалучкој Реалци остао је двије деценије – све до присилног пензионисања послије познатог суђења ђацима 1915. године.[11]

Знаменити ученици:
- Веселин Маслеша — Познати слободар и народни херој рођен је 20. априла 1906. године у бањолучкој Господској улици. У Гимназији матураирао је 1925. године. Студирао је право у Загребу, економију у Франкфуркту, те политичку економију и социологију у Паризу.[12]
- Владо Милошевић (1901—1990) академик, познати композитор, етномузиколог, хоровођа, педагог и академик, рођен је на самом почетку 20. вијека у познатој бањолучког трговачкој породици, поријеклом из Херцеговине.[13]
- Иван Мерц — Истакнути католички лаик и блаженик, др Иван Мерц (Ivan Mertz), рођен је у Бањој Луци 16. 12. 1896. године. Након завршене Гимназије, 1914. године, напустио је Бању Луку и обрео се у Аустрији. Послије рата – у коме је и сам био мобилисан – завршио је књижевност у Бечу и Паризу. Посљедње године, иначе кратког живота (умро је 1928. у 32-ој години живота) провео је у Загребу, гдје је предавао француски језик и књижевност, а упоредо се, као први лаик под вођством језуита, бавио и студијама теологије и филозофије.[14]
- Предраг Гуго Лазаревић рођен је 1929. године у породици која је више од 200 година присутна у Бањалуци, а мушка лоза је долазила у крајишку лепотицу, углавном из Крајине, из српских средина. Први разред гимназије завршио је у Бањалуци, други, трећи, четврти и пети у Београду, а када је стигло ослобођење, шести седми и осми разред опет у Бањалуци., а онда Филозофски факултет у Београду, група Југословенска књижевност са светском. Двије године био је професор у бањалучкој Гимназији. Преводио је са страних језика, највише са руског, бавио се издавачком делатношћу, уређивао разне часописе (“Корени”, “Прилози”, “Путеви”), тако да је тешко све то набројати.[15]
- Михајло Чепркало рођен 1999, српски истакнути пливач, учесник Олимпијских игара у Рију 2016. године.